# Фергюсон, Крис
Кристофер Филип Фергюсон (англ. Christopher Philip Ferguson, родился 11 апреля 1963 года в Лос-Анджелесе, Калифорния, США) — профессиональный игрок в покер. Победитель главного турнира Мировой серии покера 2000 года. Обладатель пяти браслетов WSOP. Победитель национального чемпионата по игре один на один 2008 года.

## Биография
Крис родился в семье математиков - родителям Фергюсона присвоены докторские степени по математике и статистике. Отец, Томас Фергюсон, преподает в Калифорнийском университете статистику и теорию игр. Играть в карточные игры Крис начал примерно в четвертом классе.
После окончания школы, в 1981 году Фергюсон поступает в университет Калифорнии, выбрав в качестве направления в учебе компьютерные науки. Став бакалавром Крис продолжает учебу и в 1986 становится выпускником. Поступив в аспирантуру, Крис Фергюсон преподает высшую математику в этом же университете. Через 13 лет, в 1999 году ему присваивают степень доктора наук. Диссертация Фергюсона была посвящена алгоритмам для виртуальных сетей.

## Карьера
Начал играть в покер, когда ему было десять лет. Во время учебы в колледже играл через IRC на условные деньги, а в 1994 году начал регулярно принимать участие в турнирах в Калифорнии. В 1995 году впервые принял участие в турнирах Мировой серии покера.
В 2000 году выиграл первые два браслета WSOP, включая победу в главном турнире серии. В финале Крис обыграл Ти-Джея Клутье (Т♠ 9♣ против Т♦ Д♣).
В 2004 году Крис участвовал в запуске сайта FullTiltPoker, команду которого он представляет на турнирах.
В 2005 и 2006 годах занимал второе место в чемпионате по игре один на один. Сначала он уступил Филу Хельмуту, а затем Теду Форресту. Победа в этом турнире пришла к Крису в 2008, когда он обыграл Энди Блока. Всего на этом турнире Крис выиграл 16 матчей, проиграв 3, что является лучшим показателем.
За свою внешность Крис получил прозвище Иисус
По состоянию на 2008 год сумма призовых Криса составила $7,425,884.